# Girolamo de Santacroce
Girolamo da Santacroce (Bergamo, između 1480-1485 – Venecija, c. 1556) je bio talijanski slikar renesansnog perioda u 16. stoljeću. Vodio je vrlo aktivnu radionicu u Veneciji u kojoj je radio i njegov sin,  Francesco de Santacroce i nećak Pietro Paolo Rizzo. Izradio je velik broj prikaza Bogorodice s djetetom i svecima te poliptiha, od kojih su mnogi bili namijenjeni venecijanskoj provinciji. Brojna njegova djela nalaze se u Dalmaciji, Istri i na Kvarneru.